# آراتا اییوشی
آراتا اییوشی (انگلیسی: Arata Iiyoshi؛ زادهٔ) آهنگساز، تنظیم، ترانه‌سرا اهل ژاپن است. وی از سال ۲۰۰۱ میلادی تاکنون مشغول فعالیت بوده‌است.